# Pachyteria lambii
Pachyteria lambii es una especie de escarabajo longicornio del género Pachyteria, tribu Callichromatini. Fue descrita científicamente por Pascoe en 1866.
Se distribuye por Malasia. Mide 17,9-22,5 milímetros de longitud. El período de vuelo ocurre en los meses de marzo, abril, mayo y junio.